# Arsy
Arsy is een gemeente in het Franse departement Oise (regio Hauts-de-France). De plaats maakt deel uit van het arrondissement Compiègne. Arsy telde op 1 januari 2022 817 inwoners.

## Geografie
De oppervlakte van Arsy bedroeg op 1 januari 2022 7,27 vierkante kilometer; de bevolkingsdichtheid was toen 112,4 inwoners per km².

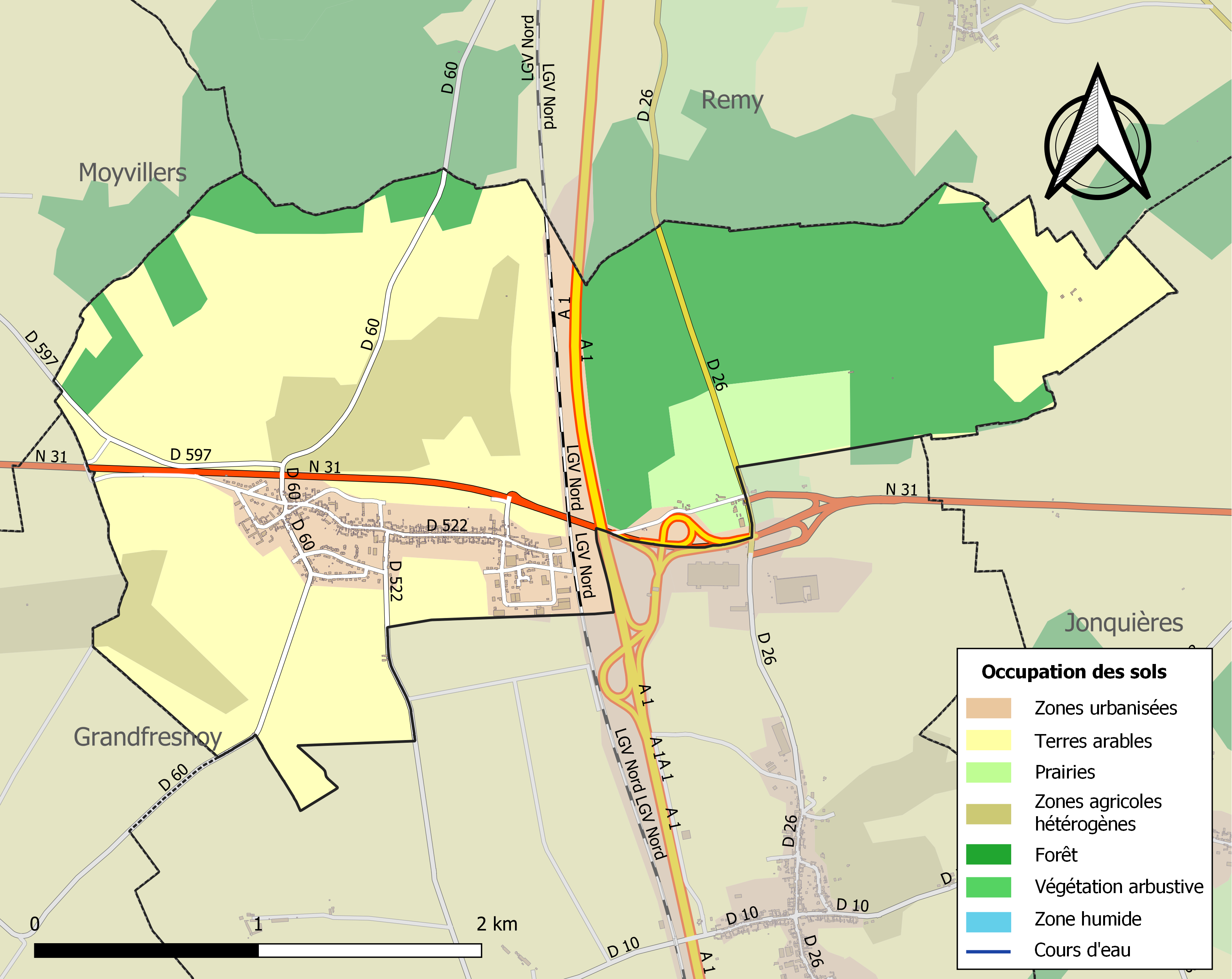
Kaart van de gemeente met belangrijkste infrastructuur, bodemgebruik en omliggende gemeenten

## Demografie
Onderstaande figuur toont het verloop van het inwonertal (bron: INSEE-tellingen).

## Geboren in Arsy
- Séraphine de Senlis (1864-1942), schilder van naïeve kunst